# ماضي تام مستمر
الماضي التام المستمر (بالإنجليزية: perfect past Continuous)‏ هو زمن من أزمنة اللغة الإنجليزية.وهو الزمن الذي يشير إلى فعل أو حدث وقع في زمن الماضي وانتهي وهو كان حدث مستمر قبل وقوع حدث آخر في الماضي .أي أن هذا الحدث انتهي في الماضي بحيث بدأ في وقت معين في الماضي وكان مستمر وانتهي قبل حدوث حدث آخر في الماضي.

## الصيغة
ييكون جملة زمن الماضي التام المستمر من had + been + v.ing.

## الكلمات الدالة
الكلمات الدالة علي زمن الماضي التام المستمر هي توقيت زمني + for ،أو توقيت زمني + all.